# Stephan Wollo
Stephan Wollo, auch Voillo oder Woilo (* in Lothringen; wirksam ca. 1649–1670 in Deutschland) war ein wandernder französischer Glockengießer des 17. Jahrhunderts, 1658–1668 wohnhaft in Lübeck.

## Leben und Werk
Die näheren Lebensdaten von Stephan Wollo sind nicht bekannt. Er wird in der Literatur als Bruder des ebenfalls aus Lothringen stammenden Wandergießers Claudius Voillo angesehen, der zuletzt 1646 bis 1650 im Raum zwischen Weser und Ems tätig war.
Auf den Glocken Wollos findet sich immer wieder der Hinweis auf seine Herkunft als Wandergießer „aus Lothringen“. Ab 1658 ist der römisch-katholische Wollo mit Wohnsitz in Lübeck in der Hartengrube im Domviertel nachgewiesen. Die Gießereihäuser lagen in Lübeck seit dem 14. Jahrhundert im Nordwesten der Stadt, so dass es sich bei der Adresse um einen reinen Wohnsitz gehandelt haben wird. Wollo arbeitete von 1649 bis 1667 mit dem ebenfalls aus Lothringen stammenden Wandergießer Nikolaus Gage als Gesellschafter zusammen. Stephan Wollo ist erstmals im Jahr 1648 beim Guss einer Glocke für St. Nicolai in Neuenkirchen, heute Ortsteil von Bahrenfleth, noch an zweiter Stelle nach einem „C. Gage“ genannt. C. Gage seinerseits war 1647 mit Claudius Voillo und Gottfried Baulard als dritter Gießer am Guss der Glocke für die evangelisch-reformierte Kirche in Weenermoor beteiligt. Die 82 Zentimeter hohe Glocke in Bahrenfleth ist bereits mit Pelikanen verziert, einem Motiv der Reformation, das in seinen späteren Glockengüssen immer wiederkehrt.
Erster nachgewiesener gemeinsamer Guss einer Glocke von Stephan Wollo mit Nikolaus Gage ist derjenige für die Dorfkirche Schlagsdorf im Hochstift Ratzeburg. Beide gießen in der Folge gemeinsam bis 1667 24 dokumentierte Glocken und eine Fünte. Auf allen gemeinsamen Güssen wird Stephan Wollo an erster Stelle vor Nikolaus Gage genannt.

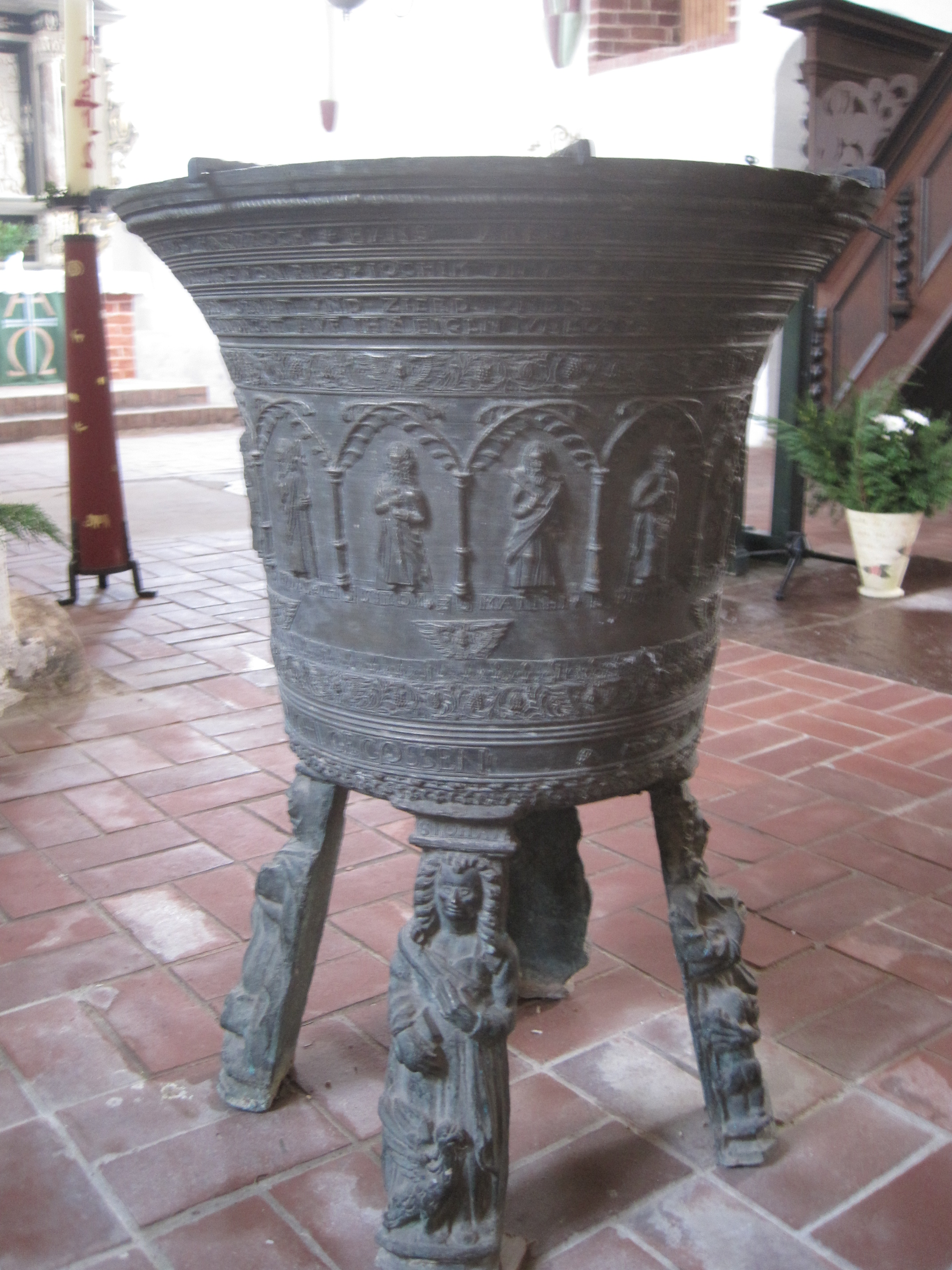
Bronzefünte (1652)

Neben zahlreichen Glocken in Holstein und Mecklenburg gossen Wollo und Gage auch die bronzene Tauffünte in der Dorfkirche Schlagsdorf. Sie wurde aus im Dreißigjährigen Krieg zerstörten Glocken 1652 nach gotischem Vorbild neu gegossen und gehört damit zu den spätesten Bronzefünten in Nordostdeutschland. Den von den vier Evangelisten getragenen Kessel zieren Halbreliefs der Zwölf Apostel zwischen Schrift- und Schmuckbändern. Gitter und Deckel, die früher dazugehörten, haben sich nicht erhalten. Der Umstand, dass Stephan Wollo und Nicolaus Gage hauptsächlich als Glockengießer arbeiteten, wird zu der im Vergleich zu den Vorbildern schlankeren Form des Beckens geführt haben.
Eine Liste der gemeinsam mit Nikolaus Gage gegossenen Glocken findet sich in dessen Biografie.